# 欧洲短毛猫

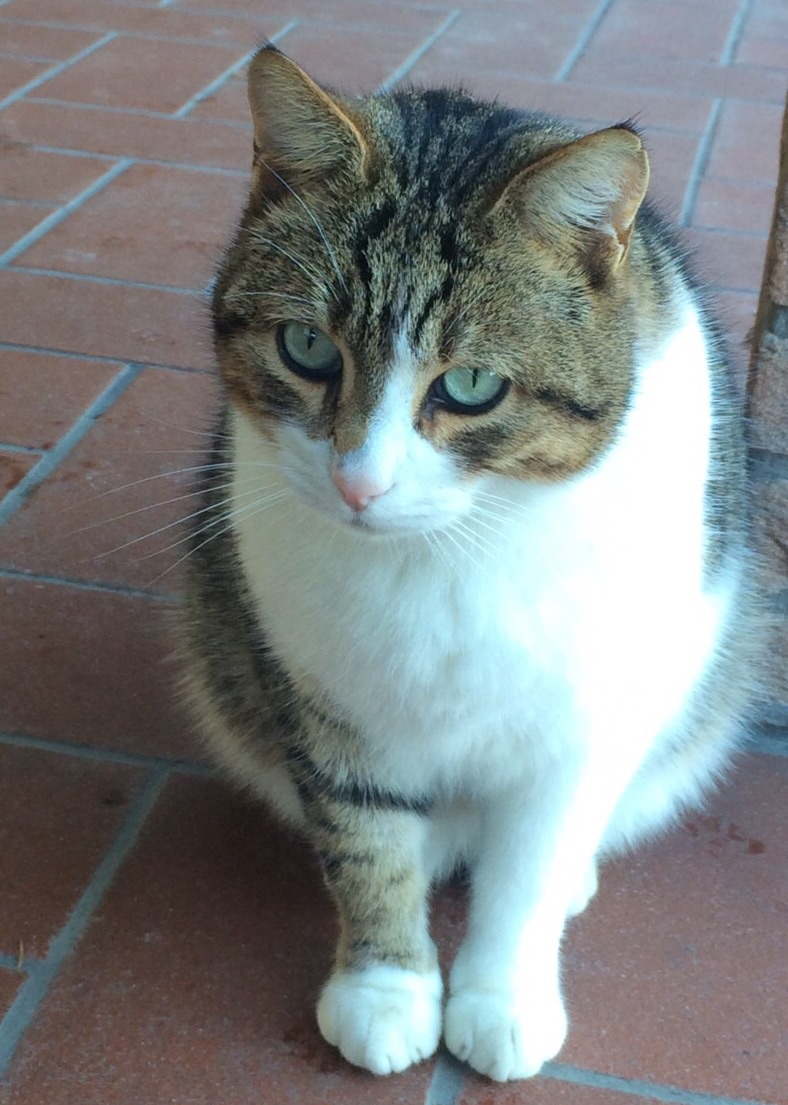
一隻三歲大的歐洲短毛貓

歐洲短毛貓是原產於歐洲的一種家貓，由捕鼠的歐洲家貓自然演化而來，1949年得国际爱猫联盟認證，該組織認可的第一隻歐洲短毛貓出生於1940年。
這種貓性格活躍，性情溫順，仍有捕鼠的習性，故而一些歐洲家庭仍用它們來捕鼠。

## 外部連接
- Cats United International
- 中的“欧洲短毛猫”